# Textileen
Textileen is een productnaam voor een geweven doek bestaande uit polyestervezels met, bijvoorbeeld, een pvc-coating. Dit materiaal wordt voornamelijk gebruikt in de tuinmeubelindustrie aangezien het weerbestendig is.